# Ny Ceti
Ny Ceti (ν  Ceti, förkortat Ny Cet, ν  Cet) som är stjärnans Bayerbeteckning, är en dubbelstjärna belägen i den nordöstra delen av stjärnbilden Valfisken (stjärnbild). Den har en kombinerad skenbar magnitud på 4,86 och är svagt synlig för blotta ögat där ljusföroreningar ej förekommer. Baserat på parallaxmätning inom Hipparcosuppdraget på ca 9,6 mas, beräknas den befinna sig på ett avstånd av ca 340 ljusår (ca 104 parsek) från solen. Nu Ceti antas vara en del av Ursa Major-strömmen.

## Egenskaper
Ny Ceti A är en gul till vit jättestjärna av spektralklass G8 III. Den har en uppskattad massa som är ca 10 procent större än solens massa, en radie som är ca 13,3 gånger större än solens och utsänder från dess fotosfär ca 113 gånger mera energi än solen vid en effektiv temperatur på ca 4 800 K.
Förutom den spektroskopiska följeslagaren, Nu Ceti B, har primärstjärnan en visuell följeslagare, med gemensam rörelse genom rymden, som är en huvudseriestjärna av spektralklass F7V och skenbar magnitud 9,08, separerad med 8,0 bågsekunder. Denna upptäcktes av Struve.